# Улица Леонида Пашина
Улица Леонида Пашина (укр. Вулиця Леоніда Пашина) — улица в Новозаводском районе города Чернигова, исторически сложившаяся местность (район) Старая Подусовка; одна из главных транспортных артерий города. Пролегает от Народного движения (Циолковского) до улицы Глебова — возле ж/д линии Чернигов—Неданчичи.
Примыкают улицы Христины Алчевской (Чудинова), Попова, Теробороны (Гагарина), Солнечная, Спортивная.

## История
Согласно топографической карте M-36-15, по состоянию местности на 1985-1987 годы улица не была проложена: в частности через Подусовский лес. 
25 апреля 2007 года Спортивный переулок был преобразован в улицу под названием улица Александра Беспалова — в честь Героя Советского Союза, общественного деятеля Александра Ивановича Беспалова, согласно решению 16 сессии 5 созыва депутатов Черниговского городского совета.
19 февраля 2016 года улица получила современное название — в честь Заслуженного артиста Украины Леонида Николаевича Пашина, согласно Распоряжению городского главы В. А. Атрошенко Черниговского городского совета № 54-р «Про переименование улиц города» («Про перейменування вулиць та провулків міста»)

## Застройка
Улица пролегает в северо-западном направлении, после примыкания улицы Попова — также в северо-западном с более западным уклоном, перед примыканием улицы Гагарина — сделав плавный поворот, в северо-восточном направлении. Улица имеет по два ряда движения в обе стороны.
Начало улицы (до примыкания улицы Попова) занято специальными территориями (в ведении Вооруженных сил Украины или Государственной специальной службы транспорта). Далее улица проходит через Подусовский лес. Перед примыканием улицы Гагарина занята территориями учреждений обслуживания (в сфере МВД для целевого предназначения). Конец улицы (после примыкания улицы Гагарина) парная сторона — территория Черниговского гериатрического пансионата, построенного в Подусовском лесу, частично усадебная застройка, непарная сторона — усадебная застройка, что относится к Весенней улице. 
Угол улиц Леонида Пашина и Циолковского занимает урочище и городской лесопарк Подусовка — охранная зона памятника истории местного значения «Мемориальный комплекс в честь мирных жителей, расстрелянных фашистами: братские могилы 15000 мирных жителей, расстрелянных в 1941-1943 годах и памятник жертвам фашизма», открытого в 1975 году.
Учреждения:
1. дом № 12 — Черниговский гериатрический пансионат

Мемориальные доски:
1. дом № 12 — Герою Советского Союза Александру Ивановичу Беспалову — на здании гериатрического пансионата